# Ace Frehley (album)
Ace Frehley je sólové album kytaristy a původního člena skupiny Kiss. Jedná se o jedno ze čtyř alb vydaných všemi členy skupiny, která vyšla shodně 18. září 1978.

Skupina Kiss se v roce 1978 dostávala na svůj vrchol komerční úspěšnosti. V průběhu dvou let měla čtyři platinová alba, průměrná návštěvnost koncertů byla 13 350 lidí, hrubý příjem skupiny za rok 1977 byl 10,2 mil. dolarů. Členové skupiny spolu s kreativním manažerem Billem Aucoinem hledali cestu, jak se dostat do další úrovně popularity. Pro rok 1978 Bill určil dva způsoby, jak situaci využít. Prvním byl nápad vydat čtyři sólová alba členů skupiny současně. I když na výrobě těchto alb navzájem nespolupracovali, byla vydána jako alba skupiny Kiss s podobným designem obalů. Alba vyšla naráz v jeden den. Byla to šance pro členy skupiny prezentovat své individuální hudební představy ve spolupráci s jinými hudebníky.

## Seznam skladeb
| Pořadí | Název                    | Autor                       | Délka |
| ------ | ------------------------ | --------------------------- | ----- |
| 1.     | Rip It Out               | Frehley / L.Kelly / S.Kelly | 3:39  |
| 2.     | Speedin' Back To My Baby | Frehley / J.Frehley         | 3:35  |
| 3.     | Snow Blind               | Frehley                     | 3:54  |
| 4.     | Ozone                    | Frehley                     | 4:41  |
| 5.     | Whats On Your Mind?      | Frehley                     | 3:26  |
| 6.     | New York Groove          | Ballard                     | 3:01  |
| 7.     | I'm In Need Of Love      | Frehely                     | 4:36  |
| 8.     | Wiped-Out                | Frehley / Fig               | 4:10  |
| 9.     | Fractured Mirror         | Frehley                     | 5:25  |

## Obsazení

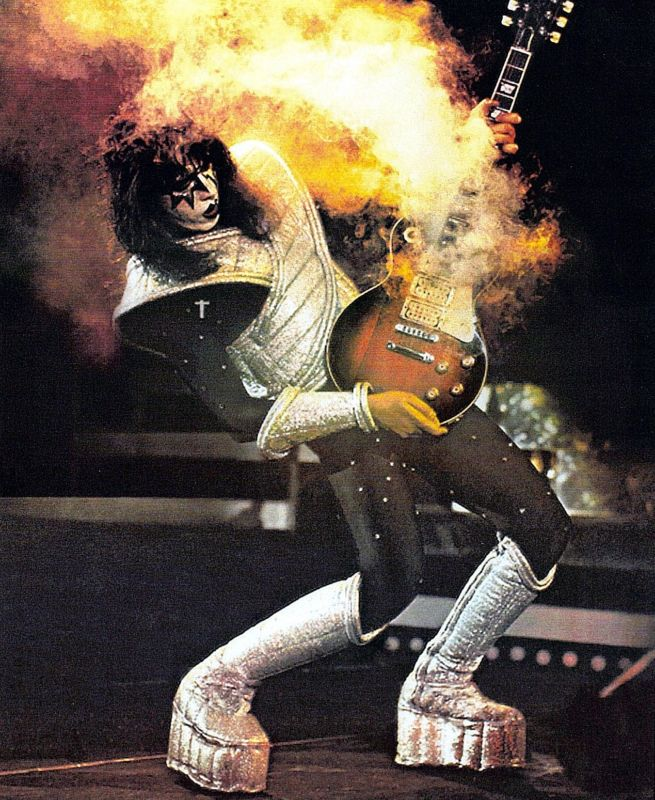
Ace Frehley

- Ace Frehley - sólová a rytmická kytara , akustická kytara , kytarový syntezátor, baskytara
- Anton Fig - bicí, perkuse
- Will Lee - baskytara